# The Hills Have Eyes (2006)
The Hills Have Eyes (bra: Viagem Maldita; prt: Terror nas Montanhas) é um filme de terror americano de 2006, dirigido por Alexandre Aja.
Trata-se de uma refilmagem de The Hills Have Eyes, de 1977. 

## Sinopse
Durante uma viagem de férias, uma família sofre um terrível acidente enquanto cruza uma estrada esquecida no deserto do Novo México. Isolados no local, eles passam a ser aterrorizados e mortos por uma gangue de mutantes canibais que se escondem nas colinas da região, usadas pelo governo para a realização de testes nucleares décadas atrás.

## Recepção
No agregador de resenhas Rotten Tomatoes, o filme tem uma aprovação de 52%, baseada em 152 avaliações críticas. O concenso crítico do filme diz: "Com um ritmo mais rápido para o público de hoje, este remake de Hills aumenta o sangue para os fãs de terror hardcore, mas afastará o público casual".
No Metacritic, que atribui uma média aritmética ponderada com base em 100 comentários de críticos mainstream, o filme recebeu uma pontuação média de 52 pontos com base em 28 avaliações críticas, indicando "avaliações mistas ou médias."

## Elenco
- Aaron Stanford ... Doug Bukowski
- Kathleen Quinlan ... Ethel Carter
- Vinessa Shaw ... Lynn Carter
- Emilie de Ravin ... Brenda Carter
- Dan Byrd ... Bobby Carter
- Tom Bower ... Gas Station Attendant
- Billy Drago ... Papa Jupiter
- Robert Joy ... Lizard
- Ted Levine ... Big Bob Carter
- Desmond Askew ... Big Brain
- Ezra Buzzington ... Goggle
- Michael Bailey Smith ... Pluto
- Laura Ortiz ... Ruby
- Gregory Nicotero ... Cyst
- Maisie Camilleri Preziosi ... Baby Catherine